# Sunnynook (Alberta)
Sunnynook est un hameau (hamlet) de l'Aire spéciale No 2, situé dans la province canadienne d'Alberta.